# 9ボーダー
『9ボーダー』（ナインボーダー）は、2024年4月19日から6月21日までTBS系「金曜ドラマ」枠で放送されたテレビドラマ。主演は川口春奈。
タイトルの「9ボーダー」は、19歳、29歳、39歳…と各年代のラストを指した造語。19歳、29歳、39歳の3姉妹が自分の生きる道を模索するヒューマンラブストーリー。
金子ありさ脚本のオリジナル作品。

## あらすじ
年齢を重ねると直面する「大台の年齢」。特に女性の人生には節目と課題が多く、何かと制約などが設定されつつある。そんな大台を迎える前のラストイヤー（9ボーダー）である3姉妹が集結し、彼女たちが3L（「LOVE」「LIFE」「LIMIT」）をテーマに人生を歩む。

## キャスト

### 主要人物
大庭七苗（おおば なな）〈29〉
演 - 川口春奈
大庭三姉妹の次女。飲食業トータルプロデュース会社「KURA」に勤務。恋愛に疎い。
成澤六月（なるさわ むつき）〈39〉
演 - 木南晴夏
大庭三姉妹の長女。公認会計士。
大庭八海（おおば はつみ）〈19〉
演 - 畑芽育（幼少期：エリオット咲那）
大庭三姉妹の三女。末っ子で家族の愛情を一身に受けるが、どこか冷めている。

### 周辺人物
コウタロウ / 芝田悠斗（しばた ゆうと）
演 - 松下洸平
あるバルの従業員。過去の記憶を失って困っていたところをあつ子に助けられ、住み込みで働かせてもらっている。
神戸の不動産会社「アーバンシティクロス」の副社長・芝田悠斗であることが判明する（第8話）。
松嶋朔（まつしま さく）
演 - 井之脇海
新米公認会計士。六月の事務所に加入する。
高木陽太（たかぎ ようた）
演 - 木戸大聖
大庭家の近所にある酒屋の息子。七苗の幼馴染。
辻本あつ子（つじもと あつこ）
演 - YOU
コウタロウが働くバルの店主。
梅津剣（うめづ けん）
演 - 伊藤俊介（オズワルド）
大庭家が営む老舗の銭湯「おおば湯」のアルバイト。
立花祐輔（たちばな ゆうすけ）
演 - 兵頭功海
大手商社に勤めるエリート。シンガポールに赴任が決まり、会って3回目の八海にプロポーズする。
成澤邦夫（なるさわ くにお）
演 - 山中聡
六月の夫。カメラマン。浮気をしたことで六月とは4年前から別居している。
盛岡久美子（もりおか くみこ）
演 - 内田慈
会計事務所の事務員。
大庭五郎（おおば ごろう）
演 - 高橋克実（第5話 - ）
3姉妹の父親。「心配するな。あとのことは頼む」という置き手紙を残して失踪していた。
品川九吾（しながわ きゅうご）
演 - 齋藤潤（第4話 - ）
帰宅した五郎が連れて来た少年。平成19年7月5日生まれ。実は三姉妹の実の弟で、家を出た母親が産み育てていた。
品川みどり（しながわ みどり）
演 - 堀内敬子（第6話 - ）
三姉妹の母親。離婚後に実家の長野で九吾を産み育てていたが、3年前に病気で死去。

### KURA
西尾双葉（にしお ふたば）
演 - 箭内夢菜
若手社員。七苗の直属の後輩。
新浜良則（にいはま よしのり）
演 - 岩谷健司
ブランド戦略部の部長。七苗の上司。
八木千尋（やぎ ちひろ）
演 - 奥村佳恵
七苗の同期。副部長に昇進した（第8話）。
稲沢大吾（いなさわ だいご）
演 - 矢崎広
七苗の先輩。
社員
演 - 寺尾真俊、逢坂歩叶、岡田リオス、山口弥希、鈴木宏那、其山実佑紀、ささきみえ、徳江かな

### ゲスト

#### 第1話
小森誠（こもり まこと）
演 - 塩野瑛久
七苗の元カレで、同じ職場の元同僚。
小森美優
演 - 髙嶋菜七
誠の妻。妊娠4ヶ月。
瀬田和樹
演 - 三河悠冴
一周年記念パーティーを開催する飲食店「WOOD BASE」のスタッフ。
柏木
演 - 水越とものり
「WOOD BASE」の店長。瀬田のパートナー。

#### 第2話
平松琴子（ひらまつ ことこ）
演 - 緒方恵美
八海が相談に訪れた占いの館の占い師。
河村保
演 - 桜井聖（第4話・第6話 - 第8話）
清澄だんらん商店街にある青果店の店主。自治会長。
河村米子
演 - 原扶貴子（第4話・第8話）
清澄だんらん商店街にある青果店の店員。
山田
演 - 谷川昭一朗（第4話・第6話 - 最終話）
清澄だんらん商店街にあるポテトコロッケが名物の惣菜店の店主。記憶喪失前のコウタロウの姿を目撃していた。
高木郁子
演 - 野田佳代（第4話・第8話・最終話）
清澄だんらん商店街にある高木酒店の店頭に立つ。陽太の母親。コウタロウがワインを買ったのを憶えていた。
武藤希美
演 - 佐々木史帆
青果店の客。公園で電話で言い争いをしているコウタロウの姿を目撃していた。
村沢亮
演 - 吉田壮辰（第3話）
七苗がスモークカフェの監修パティシエ候補として交渉した福岡在住のパティシエ。国際パティシエアワード2023を受賞している。薪火で作るスイーツという七苗のアイディアを了承した。
さやか
演 - 佐野愛花
七苗の同僚。有休を使って白玉点滴に行くという西尾に（その必要）全然ないじゃんと話す。
千葉、伏見正平
演 - 木村知貴、阿邊龍之介
七苗が新浜と共に接待する「アカシアフーズ」の部長と部下。

#### 第3話
柚木萌香（ゆずき もえか）
演 - さとうほなみ
邦夫の浮気相手。六月に、邦夫との離婚を要求する。
料理研究家リュウジ
演 - リュウジ（本人役）
双葉との個人的なダイレクトメッセージのやり取りで、料理の監修を引き受ける。
パフォーマー
演 - Yu-ki
川沿いの遊歩道でジャグリングを披露しているパフォーマー。

#### 第4話
土橋弓子
演 - 大場みなみ
ハローワーク清澄の職員。

#### 第5話
小笠原浩平
演 - 入江甚儀（第6話・第9話）
七苗が「おおば湯」の融資の相談に訪れた江東信用金庫の相談窓口担当者。

#### 第7話
アナウンサー
声 - 出水麻衣（TBSアナウンサー）
台風の接近を伝えるラジオのアナウンサー。

#### 第8話
酒井百合子（さかい ゆりこ）
演 - 大政絢（第9話・最終話）
芝田悠斗の婚約者。「アーバンシティクロス」人事部採用担当。
芝田尚希（しばた なおき）
演 - 中山翔貴（第9話）
芝田悠斗の弟。オーケストラ「東京藝術交響楽団」のチェロ奏者。

#### 第9話
清水義則
演 - 笠原秀幸（最終話）
リニューアルしたおおば湯に客として現れた男性。実は「アーバンシティクロス」の清澄白河市街地再開発プロジェクトの担当者。
芝田勝久
演 - 浅野和之
芝田悠斗の父親。
芝田晴美
演 - 佐藤直子
芝田悠斗の母親。
酒井哲史、酒井塔子
演 - 岩田知幸、辻しのぶ
酒井百合子の両親。
山脇
演 - 池下重大
芝田悠斗副社長の運転手。
菅原史織
演 - 小南満佑子
「アーバンシティクロス」の受付。
浦井
演 - 前原瑞樹
清澄中学校3年1組同窓会の幹事。
佐和子、里奈
演 - 佐藤京、きばほのか
同窓会の出席者。二次会のカラオケの席で陽太が七苗のことを昔から好きだったと話す。

#### 最終話
松原
演 - 水橋研二
「アーバンシティクロス」での芝田悠斗の部下。
立松、富士子、山田久代
演 - 廣川三憲、磯西真喜、瑠美子
清澄白河市街地再開発プロジェクトの説明会に出席した清澄だんらん商店街の人々。
- 広瀬満、三差長雄、八尋岳美

## スタッフ
- 脚本 - 金子ありさ[1]
- 音楽 - jizue[42]
- 主題歌 - SEKAI NO OWARI「Romantic」（ユニバーサル ミュージック）[2]
- プロデュース - 新井順子[1]
- 協力プロデュース - 阿部愛沙美[42]
- 演出 - ふくだももこ、坂上卓哉[1]、鳥居加奈
- 製作 - TBSスパークル、TBS[7]

## 放送日程
| 話数                                                      | 放送日  | サブタイトル                                          | 演出         | 世帯視聴率 |
| --------------------------------------------------------- | ------- | ----------------------------------------------------- | ------------ | ---------- |
| 第1話                                                     | 4月19日 | 19才29才39才…大台目前の3姉妹!幸せになりたいだけなのに | ふくだももこ | 6.7%       |
| 第2話                                                     | 4月26日 | 動き出す29歳の恋!不思議な彼の秘密…                    | ふくだももこ | 5.1%       |
| 第3話                                                     | 5月03日 | 大庭家に事件勃発!?29歳、人生最大の決断…!              | 坂上卓哉     | 5.1%       |
| 第4話                                                     | 5月10日 | 私どうなりたい?運命を左右する人生の岐路!              | 坂上卓哉     | 5.4%       |
| 第5話                                                     | 5月17日 | 想いが通じ合う奇跡…彼との同居生活スタート!?           | ふくだももこ | 4.8%       |
| 第6話                                                     | 5月24日 | 帰ってきた父…明かされる過去と謎の少年の正体           | 坂上卓哉     | 5.1%       |
| 第7話                                                     | 5月31日 | 家族旅行で深まる絆…言えなかった本当の気持ち           | 鳥居加奈     | 4.9%       |
| 第8話                                                     | 6月07日 | 2人を引き裂く運命…事件当日の真相と罪の告白            | ふくだももこ | 5.5%       |
| 第9話                                                     | 6月14日 | 運命的な出会いの行き着く先は…? 29歳の決断!            | 坂上卓哉     | 5.9%       |
| 最終話                                                    | 6月21日 | 怒涛のラストイヤー､辿り着いた未来                     | ふくだももこ | 6.5%       |
| 平均視聴率 5.5%（視聴率は関東地区・ビデオリサーチ社調べ） |         |                                                       |              |            |

- 初回は22時 - 23時9分の15分拡大放送[42]。